# Rocchetta Sant'Antonio
Rocchetta Sant'Antonio é uma comuna italiana da região da Puglia, província de Foggia, com cerca de 2.038 habitantes. Estende-se por uma área de 72 km², tendo uma densidade populacional de 28 hab/km². Faz fronteira com Candela, Lacedonia (AV), Melfi (PZ), Sant'Agata di Puglia.

## Demografia
| Variação demográfica do município entre 1861 e 2011                               |
|                                                                                   |
| Fonte: Istituto Nazionale di Statistica (ISTAT) - Elaboração gráfica da Wikipedia |